# Resolução 76 do Conselho de Segurança das Nações Unidas
Resolução 76 do Conselho de Segurança das Nações Unidas, aprovada em 5 de outubro de 1949, depois de receber um telegrama da Comissão Consular em Batávia para o Presidente do Conselho de Segurança pedindo que as Nações Unidas assumissem os custos futuros dos observadores militares na Indonésia, o Conselho transmitiu a mensagem ao Secretário-Geral.
Foi aprovada com 9 votos e um contra da Ucrânia e uma abstenção da União Soviética.